# Вацлав Міка
Вацлав Міка (чеськ. Václav Mika) — чехословацький футболіст, що грав на позиції півзахисника і нападника.

## Клубна кар'єра
Виступав у складі клубу «Уніон» (Жижков). В 1921 році команда досягла найвищого успіху в чемпіонатах країни, посівши друге місце у Середньочеській лізі, де грали провідні клуби Чехословаччини. Команда випередила принципового суперника «Вікторію», а також «Славію», пропустивши лише «Спарту». Партнерами Міки в клубі були Каліба, Краса, Дворжачек, Кухарж, Цісарж та інші. 
В грудні 1921 року виступав у складі збірної Праги в товариському матчі проти збірної Пльзені, що завершився перемогою празької команди з рахунком 5:2.
Пізніше разом з Йозефом Кухаржем і Антоніном Царваном перейшов у команду «Жиденіце» (Брно). 
В 1925 році грав у складі клубу «Спарта» (Прага). Але гравцем основи команди не зумів стати. Зіграв 2 матчі в чемпіонаті 1925 року, а також 1 матч в чемпіонському сезоні 1925-26. 
В тому ж сезоні 1925-26 виступав в складі клубу «Вінер Шпорт-Клуб», щоправда, фігурує в австрійських джерелах під ім'ям Йозеф Міка. 
В короткому чемпіонаті Чехословаччини 1927 року грав за команду «Нусельський СК», з якою посів передостаннє сьоме місце і вилетів у другий дивізіон.

## Трофеї і досягнення
- Чемпіон Чехословаччини: (1)

«Спарта»: 1925-26
- Срібний призер чемпіонату Чехословаччини: (1)

«Спарта»: 1925
- Срібний призер чемпіонату Середньої Чехії: (1)

«Уніон»: 1921